# Jesse Evans

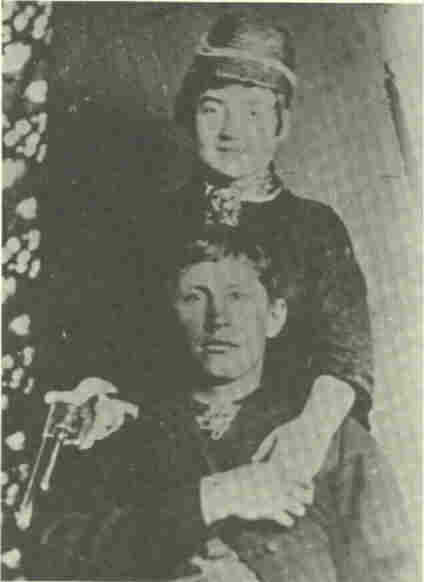
Angeblich: Jesse Evans als junger Mann mit einer unbekannten Frau

Jesse Evans (* 1853 in Missouri als Billy Jesse Davis; † unbekannt) war ein US-amerikanischer Cowboy und Viehdieb. Evans wurde vor allem durch seine Verbindung mit William Bonney, genannt Billy the Kid, bekannt.

## Leben

### Frühe Jahre
Jesse Evans wurde in Missouri geboren (anderen Quellen nach in Texas) und hatte mindestens einen Bruder, George Davis, der später in einer Schießerei umkam. Evans war zur Hälfte Cherokee. In frühen Jahren verließ er Missouri und arbeitete als Cowboy im Lampasas County, Texas, und kam 1871 zum ersten Mal mit dem Gesetz in Konflikt. Zusammen mit seinen Eltern wurde er am 26. Juni 1871 in Elk City, Kansas, wegen Nutzung von Falschgeld verhaftet. Er hatte bereits einen Abschluss am Washington and Lee College in Virginia, es ist aber unbekannt, warum er sein geordnetes Leben gegen das eines Outlaws eintauschte. Historiker vermuten den Einfluss seiner schwierigen Familienverhältnisse.
Ein Jahr später zog Evans ins New-Mexico-Territorium, wo er eine Zeit lang für John Chisum auf dessen Ranch arbeitete. Doch das Rinderhüten war ihm zu schwer und so schlug er den Weg in ein Leben als Outlaw ein. Er schloss sich zuerst der Gang von John Kinney an, verließ die Gruppe aber nach einigen Schießereien mit der US-Kavallerie. Mit einer Gruppe von anderen Gesetzlosen, unter ihnen auch Tom Hill, Frank Baker und Billy the Kid, streifte er durch New Mexico, stahl Vieh und raubte Banken und Geschäfte aus. Billy the Kid hatte Evans bereits um 1873 in Silver City in einem Saloon kennengelernt.

### Lincoln-County-Krieg
Für kurze Zeit ins Gefängnis gekommen, raubte Evans weiterhin in New Mexico und stand daher ständig unter Anklage. Bei Ausbruch des Lincoln-County-Rinderkrieges wurden Evans und seine Gang als Unterstützung von Lawrence Murphy und James Dolan angeheuert. Ironischerweise kämpfte sein alter Weggefährte Billy the Kid auf der anderen Seite für John Chisum und John Tunstall.
Am 17. Oktober 1877 stahlen Evans, Tom Hill, Frank Baker und sein Bruder George wertvolle Vorräte von John Tunstalls Ranch, der gerade in St. Louis war. Dick Brewer, ein Anhänger Tunstalls, stellte Evans und seine Gang jedoch mit seinen Männern und verwickelte sie am Abend in eine Schießerei, bei der sich Evans ergab. Er wurde in das Gefängnis von Lincoln gebracht, aus dem er aber wieder floh.
Im Januar des nächsten Jahres wurden Evans und Tom Hill in einem Gefecht verletzt, überlebten jedoch. Einen Monat später fingen sie Rancher John Tunstall auf dem Weg nach Lincoln ab und erschossen ihn. Im März 1877 plünderten Tom Morris und Evans ein unbewachtes Camp, als plötzlich ein Cherokee-Indianer auftauchte und das Feuer eröffnete. Nachdem der Indianer am Bein getroffen wurde, tötete er Tom Hill und verletzte Evans am Handgelenk. Evans konnte sich retten und verschwand mit einem gestohlenen Pferd.
Aufgrund der gefährlichen Lage entschied Evans sich jedoch, New Mexico zu verlassen und verlagerte seine Überfälle nach Südwest-Texas.

### Jahre in Texas
Evans glaubte sich in Texas sicher, wurde aber von den Texas Rangers verfolgt und schließlich am 3. Juli 1880 nahe Presidio, Texas, gestellt. Evans befand sich gerade am Cibola Creek mit drei weiteren Outlaws, als Texas Ranger Sergeant E.A. Sieker und dessen Männer Evans fanden. Evans und seine Banditen eröffneten das Feuer, zogen sich aber in hügeliges Gebiet zurück. Sie harrten hinter Felsen aus, als die Texas Ranger ihnen nachkamen. In der Folge erschoss Evans Private George Bingham. Gleichzeitig wurde aber auch Outlaw John Cross getötet, was Evans zum Aufgeben bewegte.
Evans wurde danach zu zehn Jahren Gefängnis in Huntsville verurteilt. Während seiner Arbeit in einer Baukolonne im Mai 1882 entkam er aber aus der Haft und verschwand daraufhin. Niemand wusste genau, was mit ihm passierte oder wann er starb.

### Joe Hines
1948 reiste der Erbschaftsermittler William V. Morrison nach Florida, um einen Erbschaftsfall zu begutachten. Joe Hines, ein alter Mann, beanspruchte das Land seines verstorbenen Bruders für sich. In einem Gespräch mit Morrison gab er sich als Jesse Evans zu erkennen und erzählte von seiner Teilnahme im Lincoln County-Krieg. Hines bzw. Evans erklärte auch, dass Billy the Kid zu diesem Zeitpunkt als „Ollier P. Roberts“ in Hico, Texas, lebe. Morrison spürte Roberts auch auf, jedoch wird er von einem Großteil der Historiker nicht für Billy the Kid gehalten.
Weiterhin behauptete Hines, dass einige seiner früheren Gangmitglieder noch lebten. Tatsächlich gelang es Morrison, Evans’ alte Gefährten Jim McDaniels, Severo Gallegos, Martile Able, Jose Montoya sowie Bill und Sam Jones aufzuspüren. Alle Mitglieder behaupteten ebenfalls, dass Ollier Roberts in Wahrheit Billy the Kid sei.
Wahrscheinlich kann nie festgestellt werden, ob Ollier wirklich Billy the Kid war. Gleichwohl scheint es aber wahrscheinlich, dass Joe Hines wirklich Jesse Evans war, auch wenn er 1948 bereits 95 Jahre alt gewesen sein müsste. Vor Gericht bekam Hines das Land seines verstorbenen Bruders und wurde auch als Jesse Evans anerkannt. Ein genaues Sterbedatum ist nicht bekannt, jedoch scheint Evans’ Tod um 1950 wahrscheinlich.